# Kalanchoe rhombopilosa
Kalanchoe rhombopilosa é uma planta suculenta do gênero Kalanchoe original de Madagascar.